# Mainneville
Mainneville település Franciaországban, Eure megyében. Lakosainak száma 460 fő (2022. január 1.). Mainneville Amécourt, Bouchevilliers, Hébécourt, Longchamps és Mesnil-sous-Vienne községekkel határos.

## Népesség
A település népességének változása:
| Lakosok száma | 350  | 334  | 370  | 393  | 421  | 414  | 425  | 444  | 445  | 460  |
|               | 1968 | 1982 | 1990 | 2006 | 2013 | 2015 | 2017 | 2019 | 2020 | 2022 |